# Juan Carlos Medina
Juan Carlos Medina Alonso (Torreón, 22 augustus 1983) is een Mexicaans voormalig voetballer die doorgaans speelde als middenvelder. Tussen 2003 en 2018 speelde hij voor Atlas, Club América, Monterrey, San Luis, Atlas, Tijuana en Lobos. Medina maakte in 2004 zijn debuut in het Mexicaans voetbalelftal, waarvoor hij tot vijftien wedstrijden kwam.

## Clubcarrière
Medina begon zijn carrière bij Atlas Guadalajara, waar hij debuteerde op 31 augustus 2003, tijdens een 0–1 nederlaag tegen Estudiantes Tecos, waarin hij de volle negentig minuten speelde. In 2008 verkaste de middenvelder naar topclub Club América. Nadat hij in zijn eerste jaar twaalf wedstrijden had gespeeld, werd hij achtereenvolgens verhuurd aan Monterrey en San Luis. In 2013 werd Medina landskampioen met América. In 2014 verkaste de middenvelder naar Atlas en twee jaar later naar Tijuana. Het seizoen 2017/18 bracht Medina door op huurbasis bij Lobos, waarna hij een punt zette achter zijn actieve loopbaan.

## Interlandcarrière
Medina debuteerde op 10 november 2004 in het Mexicaans voetbalelftal. Op die dag werd er met 2–0 gewonnen van Guatemala. Hij moest het wereldkampioenschap voetbal 2014 laten schieten wegens een enkelblessure. Zijn plaats werd ingenomen door Miguel Ángel Ponce van Deportivo Toluca. Medina nam met Mexico in 2015 deel aan de Copa América 2015, waarin het land werd uitgeschakeld in de groepsfase.
| Interlands van Juan Carlos Medina voor Mexico | Interlands van Juan Carlos Medina voor Mexico | Interlands van Juan Carlos Medina voor Mexico | Interlands van Juan Carlos Medina voor Mexico | Interlands van Juan Carlos Medina voor Mexico | Interlands van Juan Carlos Medina voor Mexico | Interlands van Juan Carlos Medina voor Mexico |
| №                                             | Datum                                         | Wedstrijd                                     | Uitslag                                       | Competitie                                    | Goals                                         |                                               |
| Als speler bij Atlas                          | Als speler bij Atlas                          | Als speler bij Atlas                          | Als speler bij Atlas                          | Als speler bij Atlas                          | Als speler bij Atlas                          | Als speler bij Atlas                          |
| --------------------------------------------- | --------------------------------------------- | --------------------------------------------- | --------------------------------------------- | --------------------------------------------- | --------------------------------------------- | --------------------------------------------- |
| 1                                             | 10 november 2004                              | Mexico – Guatemala                            | 2 – 0                                         | Vriendschappelijk                             |                                               |                                               |
| 2                                             | 17 november 2004                              | Mexico – Saint Kitts en Nevis                 | 8 – 0                                         | WK 2006 kwalificatie                          |                                               |                                               |
| 3                                             | 28 februari 2007                              | Mexico – Venezuela                            | 3 – 1                                         | Vriendschappelijk                             |                                               |                                               |
| Als speler bij Club América                   |                                               |                                               |                                               |                                               |                                               |                                               |
| 4                                             | 31 oktober 2013                               | Mexico – Finland                              | 4 – 2                                         | Vriendschappelijk                             |                                               |                                               |
| 5                                             | 13 november 2013                              | Mexico – Nieuw-Zeeland                        | 5 – 1                                         | WK 2014 kwalificatie                          |                                               |                                               |
| 6                                             | 19 november 2013                              | Nieuw-Zeeland – Mexico                        | 2 – 4                                         | WK 2014 kwalificatie                          |                                               |                                               |
| 7                                             | 5 maart 2014                                  | Mexico – Nigeria                              | 0 – 0                                         | Vriendschappelijk                             |                                               |                                               |
| 8                                             | 2 april 2014                                  | Verenigde Staten – Mexico                     | 2 – 2                                         | Vriendschappelijk                             |                                               |                                               |
| Als speler bij Atlas                          |                                               |                                               |                                               |                                               |                                               |                                               |
| 9                                             | 31 maart 2015                                 | Mexico – Paraguay                             | 1 – 0                                         | Vriendschappelijk                             |                                               |                                               |
| 10                                            | 30 mei 2015                                   | Mexico – Guatemala                            | 3 – 0                                         | Vriendschappelijk                             |                                               |                                               |
| 11                                            | 3 juni 2015                                   | Peru – Mexico                                 | 1 – 1                                         | Vriendschappelijk                             |                                               |                                               |
| 12                                            | 7 juni 2015                                   | Brazilië – Mexico                             | 2 – 0                                         | Vriendschappelijk                             |                                               |                                               |
| 13                                            | 12 juni 2015                                  | Mexico – Bolivia                              | 0 – 0                                         | Copa América 2015                             |                                               |                                               |
| 14                                            | 15 juni 2015                                  | Chili – Mexico                                | 3 – 3                                         | Copa América 2015                             |                                               |                                               |
| 15                                            | 19 juni 2015                                  | Mexico – Ecuador                              | 1 – 2                                         | Copa América 2015                             |                                               |                                               |